# Четыре стихотворения Антонио Мачадо
Четыре стихотворения Антонио Мачадо (итал. Quattro liriche di Antonio Machado) — вокальный цикл Луиджи Даллапикколы для голоса и фортепиано, написанный в 1948 году на стихотворения Антонио Мачадо, а в 1964 году переложенный композитором для голоса и ансамбля. В произведении Даллапиккола вплотную подошёл к строгому додекафонному письму.

## История сочинения
Замысел цикла возник у композитора во время финального этапа работы над «Узником». В октябре 1948 года во время пребывания Даллапикколы в Венеции на фестивале современной музыке сочинение было закончено. Примечательно, что первая музыкальная идея для «Четырёх стихотворений Антонио Мачадо» посетила Даллапикколу там же в Венеции годом ранее, во время перехода через мост: ей стал набросок к словам «[Господи,] в мире одни остались сердце моё и море». Как и во многих других случаях, первый импульс, из которого впоследствии было развёрнуто всё сочинение, оказался кульминационной его точкой. Слова Мачадо сказались и в работе композитора над «Узником», где они были вложены в уста главного героя в начале второй сцены («Один. Остался наедине вновь.»).

## Текст и структура
Для произведения Даллапиккола отобрал четыре стихотворения Мачадо из сборников «Новые песни» и «Поля Кастилии», выстроив их в характерной для себя образующей замкнутый круг последовательности с кульминацией в третьей части:
1. Mosso; con vivacità. La primavera ha venido… («Новой весны появленье…»[4]).
2. Lento; flessibile. Ayer soñé que veía… («Мне снилось, что Бога я вижу…»[5]).
3. Sostenutissimo. Señor, ya me arrancaste lo que yo más queria («Ты отнял, Господ[и], у меня ту, кого я любил всех сильней»[1]).
4. Quasi adagio; con amarezza. La primavera ha venido… («Ну вот и весна к нам явилась…»[4]).

Драматургия работы выстроена Даллапикколой следующим образом: в первой части звучит неподдельная радость, принесённая приходом весны; во второй — непосредственность уступает место тайне, в которой человеку открывается Бог через «сновиденье в сновиденьи»; в третьей — Бог уже предстаёт Богом карающим, перед которым человек ничтожен; в заключительной части цикла воспевается непостижимость наступления весны и существования мира.
Тексты использованы композитором без изменений, за исключением введённых им нескольких повторов в первой части и добавленных вокализов в конце второй и третьей. Интересна соотнесённость смысла слов и их музыкальной реализации. Так, в первой части повторяющимся ключевым словам словам «ежевики цветущей белое благословенье» соответствует фиоритура (букв. «цветение») в партии голоса. Во второй части обращает на себя внимание деликатная трактовка католиком Даллапикколой фраз «Бога я вижу», «с Богом я говорил», «Бог меня слышит»: слово «Бог» всякий раз приходится на сильную долю такта, в первом случае служа своего рода опорой для последующего нисходящего движения, а в последнем, исполняясь на pppp и становясь тихой кульминацией всей части. Пронизывающее всё произведение волнообразное движение с кульминацией, приходящейся на слово «море», также предстает образцом характерной для Даллапикколы склонности к сращиванию музыки и слова.

## О технике
Цикл написан в додекафонной технике с использованием трёх серий (в каждой части — разных; симметричностью формы обусловлено использование одной и той же серии в крайних частях). Роман Влад, анализируя исходную серию сочинения [7a0134652b98], также указывал на характерную для музыки Даллапикколы 1940-х и первой половины 1950-х тенденцию к вплетению в двенадцатитоновое пространство элементов тональной и модальной музыки: так, данная серия может быть истолкована как гамма тон-полутон, или т. н. «лад ограниченной транспозиции» Мессиана, чему способствуют многочисленные гаммообразные пассажи, зачастую вызывающие у слушателя аллюзии на мелодический минор.
Сами серии излагаются не только линейно, но также в т. н. «перекрёстном членении» на шесть групп по два звука (либо, особенно часто, на четыре по три), обеспечивающим гармоническую целостность музыки. Границы фразы и очередного проведения серии, как правило, совпадают (в целях сохранения баланса, впрочем, периодически асимметрично расширяясь и сжимаясь), что типично для ранних додекафонных опытов Даллапикколы. Показательно также, что в послевоенную эпоху фетишизации сериализма, когда создавался цикл, серии Даллапикколы обосновывают свой вид не на бумаге, а в акте непосредственного слушания музыки.
Традиционно для Даллапикколы текст сочинения изобилует канонами.

## Место в творчестве композитора
По напевности и лиричности, задействованным способам изложения серии, а также «потусторонней» тембровой гармонии (в ансамблевой версии) работа очень близка написанным следом «Трём поэмам» (1949). Композитор придавал циклу особое значение, поскольку в его истолковании Мачадо (в том числе через выбор и последовательность текстов) лирика последнего получила недвусмысленное экзистенциальное звучание. О важности цикла говорит и возвращение к нему спустя почти два десятилетия в разгар работы над «Улиссом», а также парафраз строки Мачадо из третьей песни в «Прологе» и «Эпилоге» (последние слова Улисса) оперы.

## Состав
Сочинение написано для голоса (сопрано) и фортепиано. В ансамблевой версии задействованы: флейта, гобой, кларнет-пикколо, кларнет си-бемоль, фагот, валторна, труба до, челеста, вибрафон и ксилоримба (один исполнитель), арфа, две скрипки, альт, виолончель, контрабас. В преамбуле к партитуре ансамблевой версии композитор подчёркивал, что, будучи самостоятельным сочинением, она вовсе не «ossia» редакции 1948 года.

## Посвящение
«Четырьмя стихотворениями Антонио Мачадо» Даллапиккола положил начало традиции приурочивать завершение работы ко дню рождения Арнольда Шёнберга, который приходится на 13 сентября. Последними в череде таких посвящений стали «Пять песен» (1956).

## Публикация
Сочинение было отослано композитором в миланское издательство «Suvini Zerboni» лишь спустя год после своего окончания, в октябре 1949 года. Причиной продолжительной задержки послужили сложности с получением от наследников поэта разрешения на использование его стихотворений. Наследников в послевоенной неразберихе было сложно найти и лишь через одно аргентинское издательство удалось связаться с братом поэта, Франсиско Мачадо, который, однако, отказался дать разрешение на безвозмездное использование стихотворений в музыкальных целях. В конце концов, Даллапиккола разрешение получил, но лишь ценой половины своего авторского гонорара.
Партитура была опубликована в 1950 году (редакция для голоса и фортепиано: n. 4582 в каталоге издательства) и затем в 1965 году (редакция для голоса и ансамбля: n. 6332/6333).

## Первые исполнения
Мировая премьера сочинения состоялась 3 декабря 1948 года в Брюсселе в зале Государственно института радиовещания (INR, ныне RTBF) с сопрано Мариетт Мартен-Меттенс. Первое концертное исполнение прошло 14 декабря 1948 года в лондонском Институте современного искусства: пела Эмилия Хук. В Италии цикл впервые был услышан лишь 14 апреля 1951 года. В римском «Театре искусств» пела Джулиана Раймонди. Во всех трёх случаях аккомпанировал сам композитор. Премьера ансамблевой версии состоялась в Брауншвейге на местном Фестивале современной камерной музыки 27 ноября 1964 года (тогда же Даллапиккола был удостоен музыкальной премии им. Людвига Шпора). Солировала Джудит Бекман, дирижировал Ханс Зеебе. Исполнение сочинения также было включено в программу фестиваля «Международного общества современной музыки» в Загребе в 1965 году, по инициативе Романа Влада, бывшего в ту пору секретарём итальянской секции общества. Однако концерт был отменён из-за переноса фестиваля в Мадрид, где сочинение исполнено быть не могло из-за антифранкистской репутации Мачадо. Дитрих Кемпер отмечает, что этот факт вновь говорит о том, что даже в чистой лирике Даллапикколы, в отличие от ряда современников никогда не бравировавшего «актуальностью» своего искусства, нередко таился прямо или косвенно ощутимый политический потенциал.

## Рецепция
К числу своих любимых сочинений Даллапикколы «Четыре стихотворения Мачадо» причислял Альдо Клементи. Ансамблевое переосмысление материала находил удивительно удачным Массимо Мила. Риккардо Малипьеро в целях популяризации музыки Даллапикколы неоднократно включал цикл в программы курируемых им концертов, зачастую сам аккомпанируя за роялем. Испанский композитор и теоретик Даниэль Дзимбальдо свою монографию о Даллапикколе (первую на испанском языке) построил в соответствии со структурой «Четырёх стихотворений Антонио Мачадо».

## Записи
Сочинение является одним из самых репертуарных и наиболее часто записываемых из всех произведений Даллапикколы.
Редакция для голоса и фортепиано:
- 1970, Лилиана Поли (сопрано), Мария Бергман (фортепиано); Wergo 60051 (в сборнике «Große Interpreten neur Musik»).
- 1973, Кармен Виллальта (сопрано), Адельки Амизано (фортепиано); BASF 25 23328 K (в сборнике «Poesia e Musica»).
- 1977, Дороти Дороу (сопрано), Рудольф Янсен (фортепиано); Caprice Cap 1112 (в сборнике «Dorothy Dorow & More Friends II»).
- 1979, Анна Кэрол Дадли (сопрано), Марвин Тартак (фортепиано); Arch Records S-1782 (на пластинке «Luigi Dallapiccola»).
- Филлис Брин-Джалсон (сопрано), Марк Маркхэм (фортепиано); Music & Arts MUA CD 912.
- Адриана Мартино (сопрано), Бенедетто Гилья (фортепиано); RCA Ml 48 (на сборнике «Serie Europa: Splendori della vocalità italiana»).
- Лилиана Поли (сопрано), Фауста Чанти (фортепиано); Pan PRC 520.
- Марис Волькинскон (сопрано), Луиджи Даллапиккола (фортепиано); Musique du Temps IBP 46440-46441.

Редакция для голоса и ансамбля:
- 1998, Луиза Кастеллани (сопрано), «Contrechamps Ensemble» п/у Джорджо Бернаскони, Stradivarius Stv 33462.
- 2010, Джиллиан Кит (сопрано), солисты «BBC Philharmonic» п/у Джанандреа Нозеда, Chandos 10561 (на диске «Luigi Dallapiccola: Orchestral Works 2»).

Большое число неизданных концертных записей разных лет доступно для изучения в Архиве Даллапикколы во Флоренции, многие — с самим Даллапикколой (например, запись исполнения с Магдой Ласло в Венеции в 1966 г.).